# Għaxaq
Għaxaq (in forma estesa maltese Ħal Għaxaq, pronuncia Al 'Ascia; in italiano storico Asciak, Axiak, Casal Asciach) è un comune di Malta nel sud-est dell'isola, a 6,4 km dalla Valletta.
Si tratta di una zona residenziale circondata da terreni agricoli. La parrocchia è dedicata all'Assunzione della Vergine Maria. Fino al 1626 era parte della parrocchia di Zeitun.

## Storia

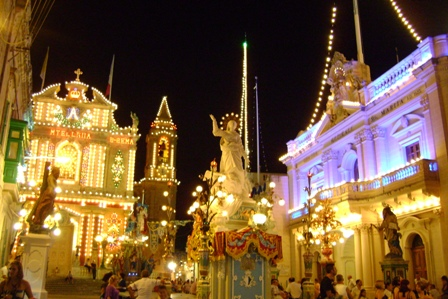
Festa patronale di Santa Maria

Il nome del villaggio è probabilmente legato alla nobile famiglia Axiaq (anche scritta Axiak o Asciak) che aveva terre feudali nella zona nel Trecento, o può derivare dalla parola maltese che significa piacere.
Fino al 1511, il paese non aveva un luogo di culto proprio, di conseguenza i residenti dovevano spostarsi a Zeitun; in quell'anno costruirono una piccola cappella, che fu dedicata all'Assunzione della Vergine Maria. Insieme a questa fu costruita una cappella di minori dimensioni, dedicata alla Madonna del Rosario. La chiesa fu elevata al rango di parrocchia l'8 aprile 1626.
La chiesa principale del villaggio è dedicata all'Assunzione della Vergine Maria, popolarmente conosciuta in maltese come Santa Marija, che è pertanto il santo patrono del villaggio. Le celebrazioni si svolgono annualmente dal 30 luglio al 15 agosto. Una festa secondaria è celebrata la settimana prima della prima domenica di giugno, dedicata a San Giuseppe, marito di Maria. Durante queste feste il borgo è decorato con statue altamente, luci colorate e bandiere.

## Luoghi d'interesse
Band clubs
- Saint Mary Band Club, 1873

Saint Joseph Band Club, 1874 (Il-Meravilja)

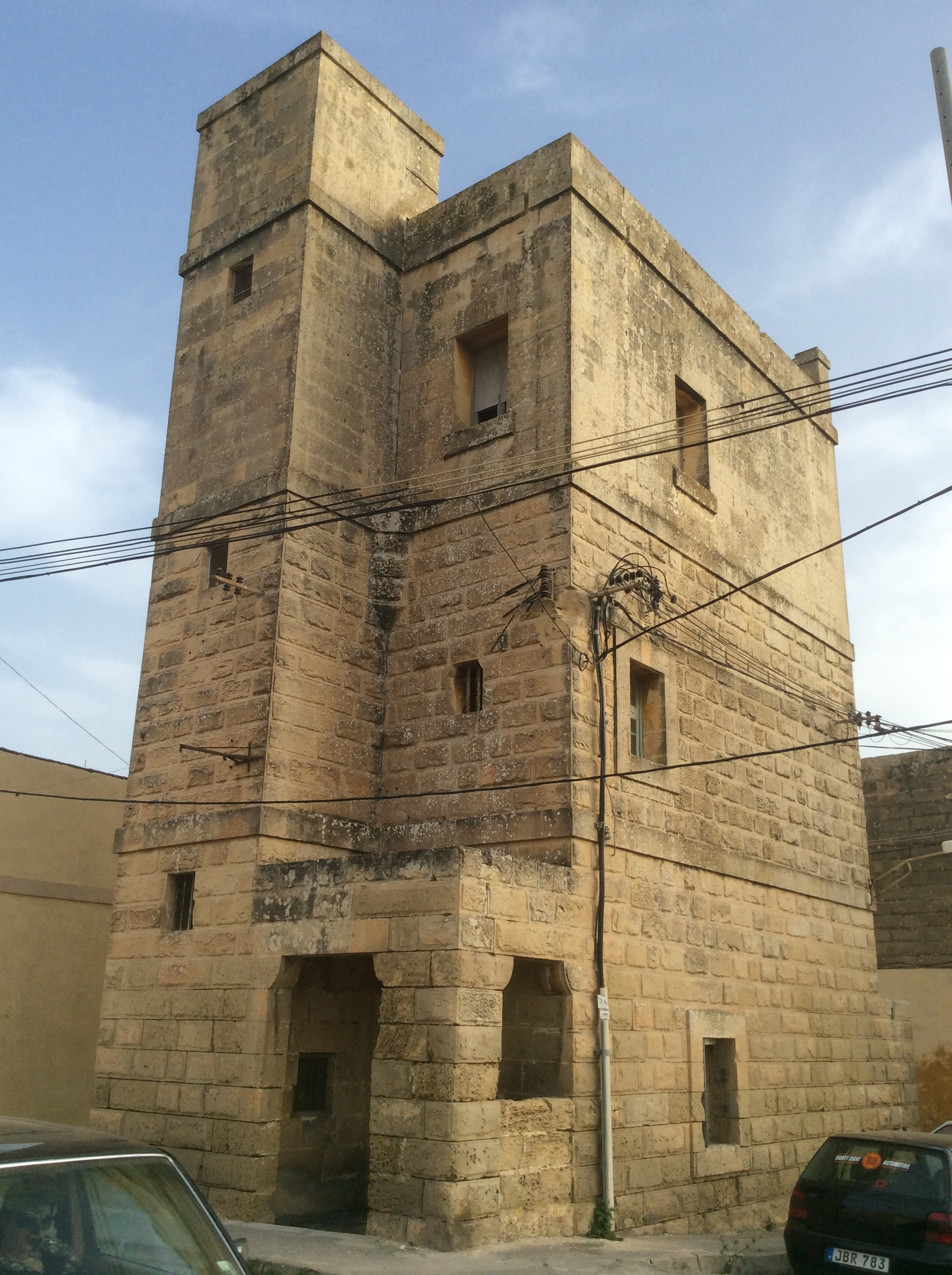
Torre Semaforica

Torre Kalamija

Scuola elementare (Kollegg San Benedettu)

- Saint Joseph Band Club, 1874 (Il-Meravilja)

Torre Semaforica (it-Turretta)
Costruita dai britannici nel 1848 come una delle tre torri semaforiche a Malta (poiché la chiesa aveva rifiutato l'uso di cupole e campanili). La Torre Semaforica di Għaxaq è identica alle torri di Għargħur e Ta' Kenuna, composta da tre piani, ciascuna con una singola stanza. I piani sono collegati tra loro e con il tetto da una scala a chiocciola. L'apparecchiatura di segnalazione, costituita da un palo di legno con tre bracci mobili, era collocata sul tetto della torre.
Il sistema di comunicazione semaforico è divenuto obsoleto con l'introduzione del telegrafo e la torre è stata dismessa entro il 1880. La torre di Għaxaq sorge nel punto più alto del villaggio, con una vista su Birżebbuġa, Marsaxlokk e Mdina. Dal 2011 è affittata dal Consiglio loale di Għaxaq e dalla Fondazjoni Wirt Artna.
Casa delle conchiglie (Dar Il-Bebbux)
Nel 1898 Indrí Dimech detto Il-Mikk decise di decorare le due facciate della sua casa nel centro di Għaxaq con centinaia di conchiglie,  disposte in pattern decorativi e simboli religiosi, incluse tre nicchie e la sua stessa firma.

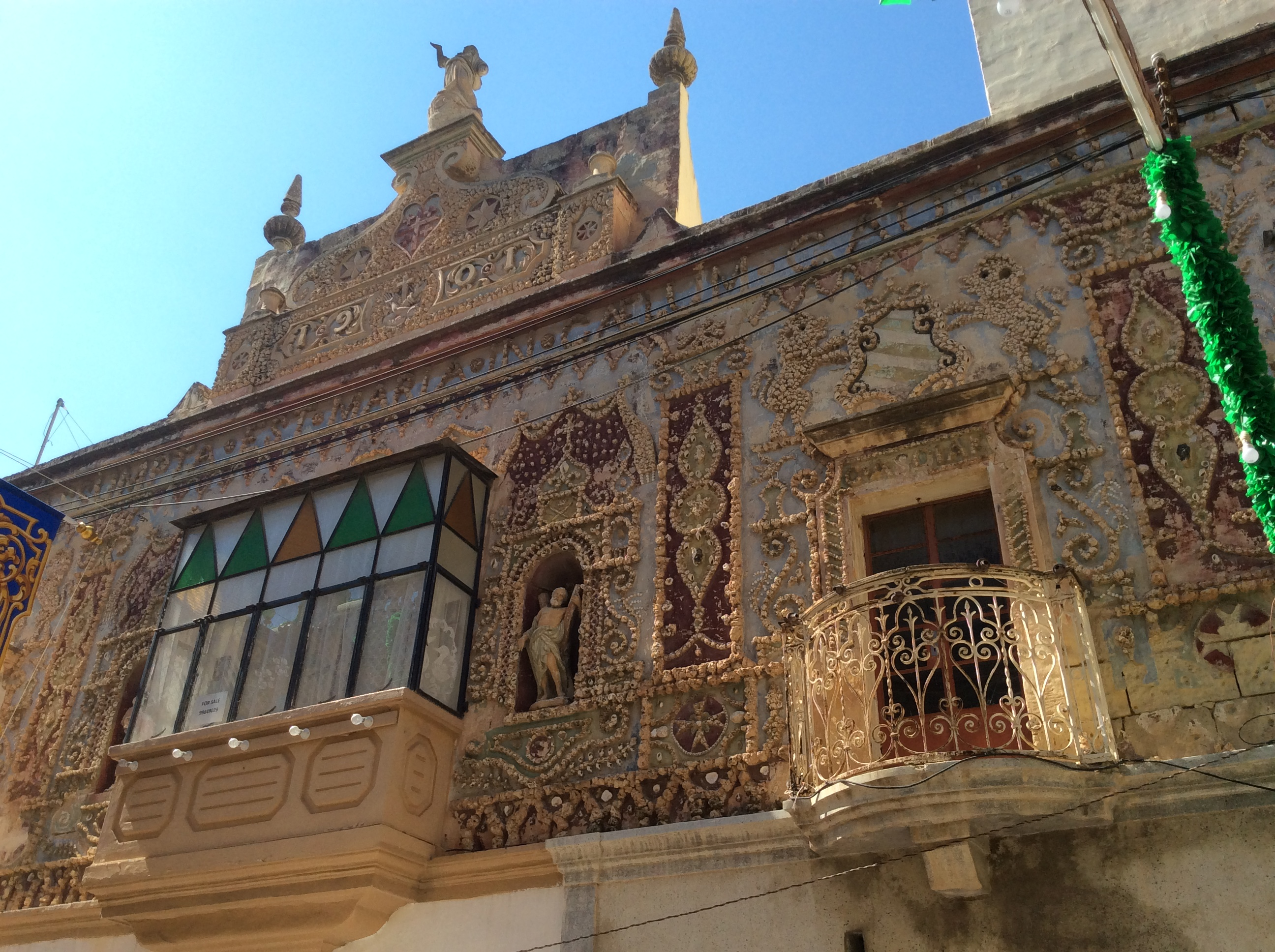
Dar Il-Bebbux
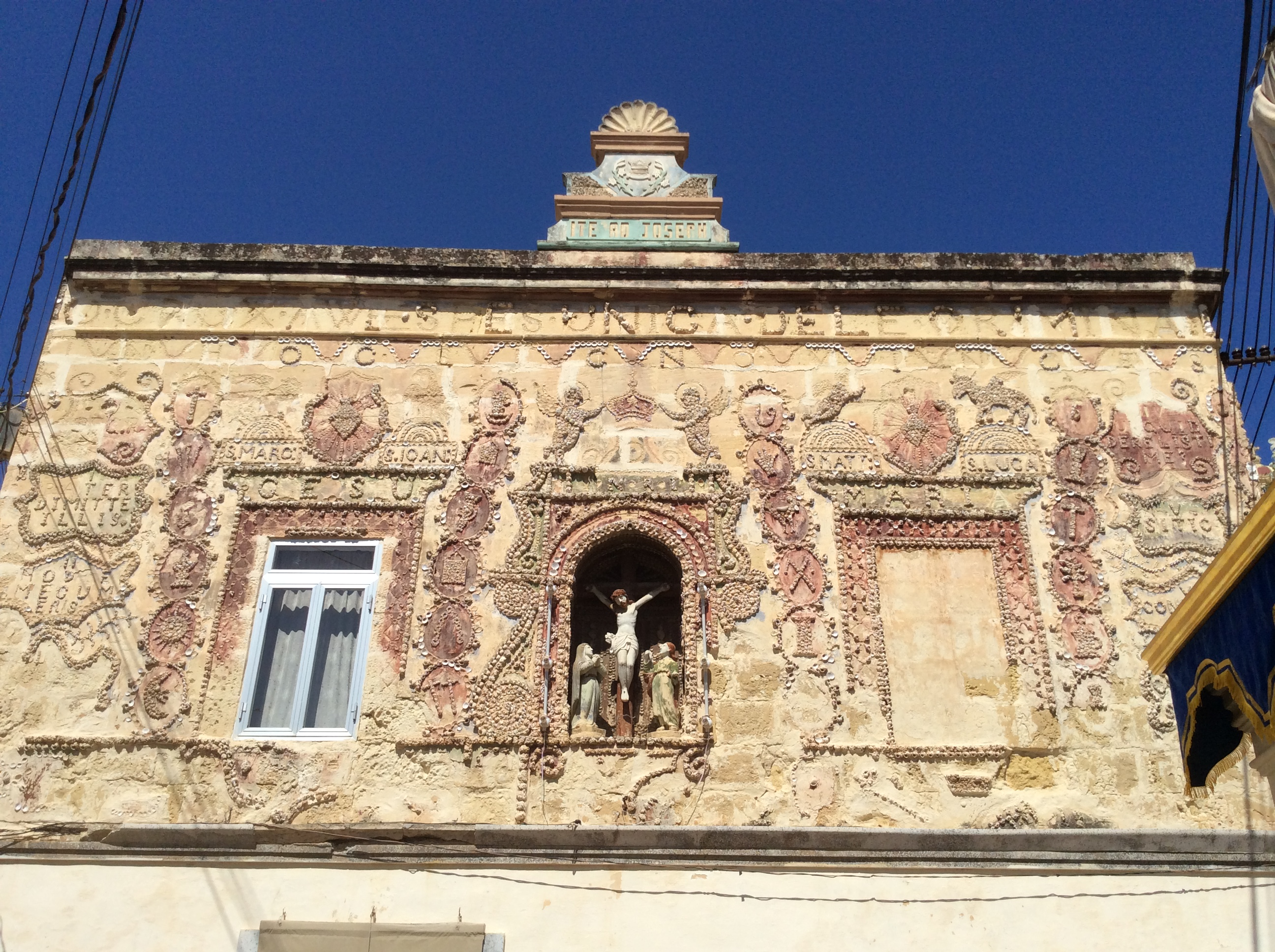
Dar Il-Bebbux
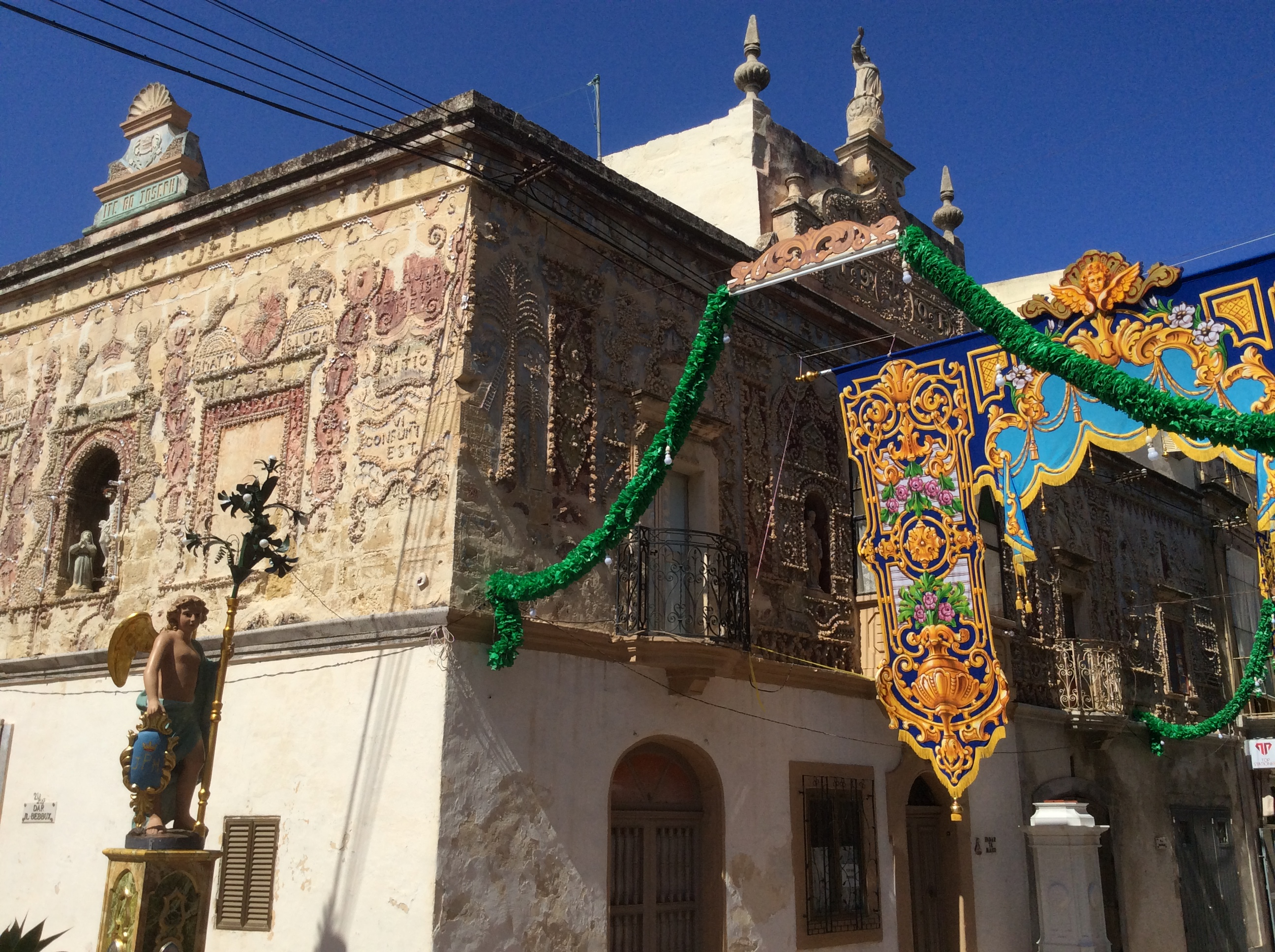
Dar Il-Bebbux
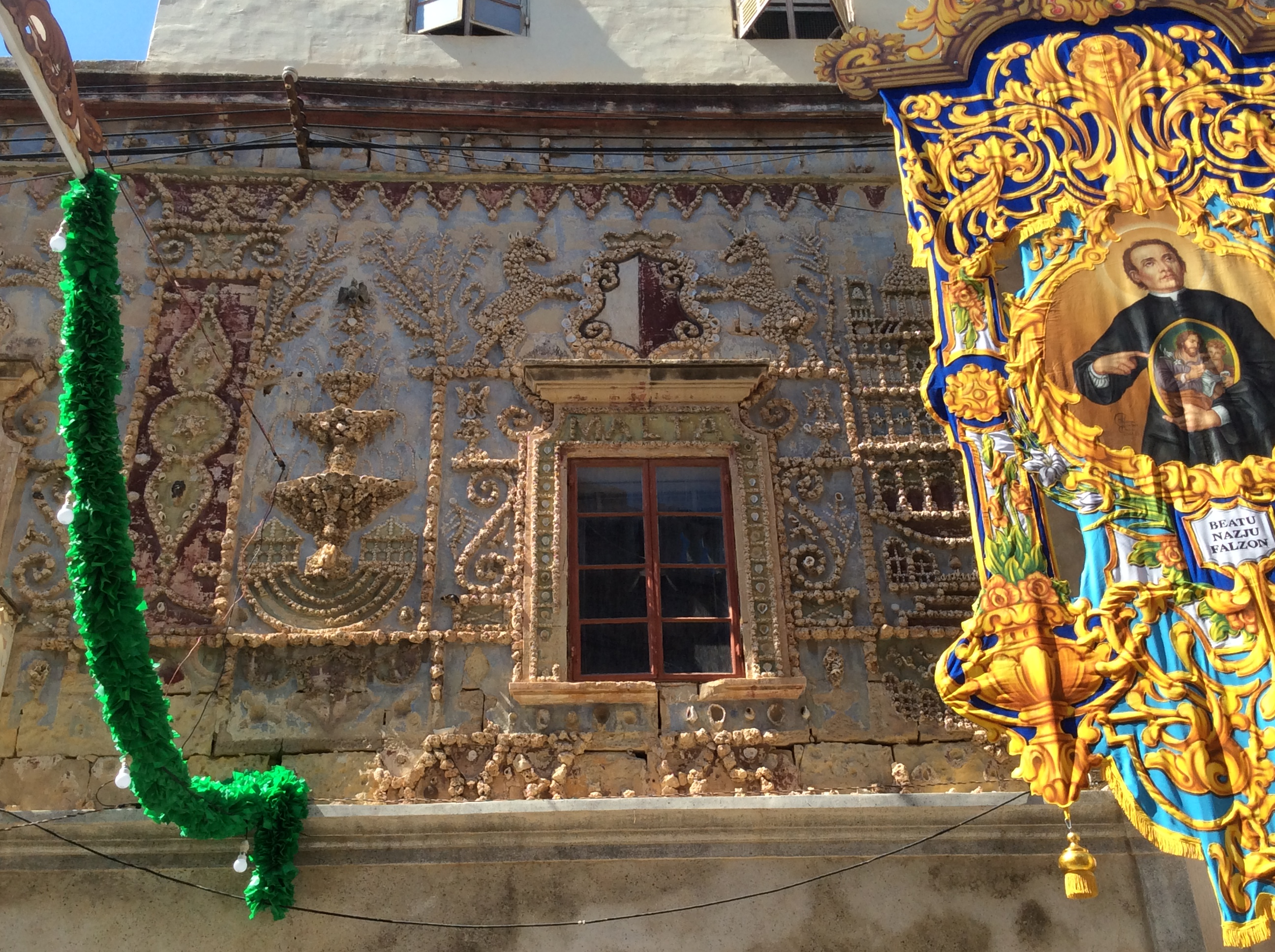
Dar Il-Bebbux

Cappelle
- Cappella di San Filippo Neri
- Cappella del Cristo Redentore
- Cappella di Santa Lucia (Kappella ta' Santa Lucija tal-Barrani): costruita nel 1535 su terreni di proprietà del capitolo della Cattedrale attraverso le iniziative di Paolo Pellegrino. In cambio, un canone onorario della cattedrale era obbligato a portare le spese per la celebrazione della festa del santo e per fornire ai poveri la carità per la festa, un costume che persisteva fino alla Seconda Guerra Mondiale. Le spese per la costruzione della chiesa sono state messe in conto dal capitolo della cattedrale mentre la cappella era amministrata dal precettore dalla cattedrale . Dopo la seconda guerra mondiale la cappella fu lasciata in disuso. Solo di recente è stata restaurata e usata per il culto.[10] La cappella ha un altare e un dipinto raffigurante Santa Lucia e la Vergine Maria. L'interno è composto da 3 archi a sbalzo che sostengono le pareti e il tetto, tipici dell'architettura medievale a Malta.[11]

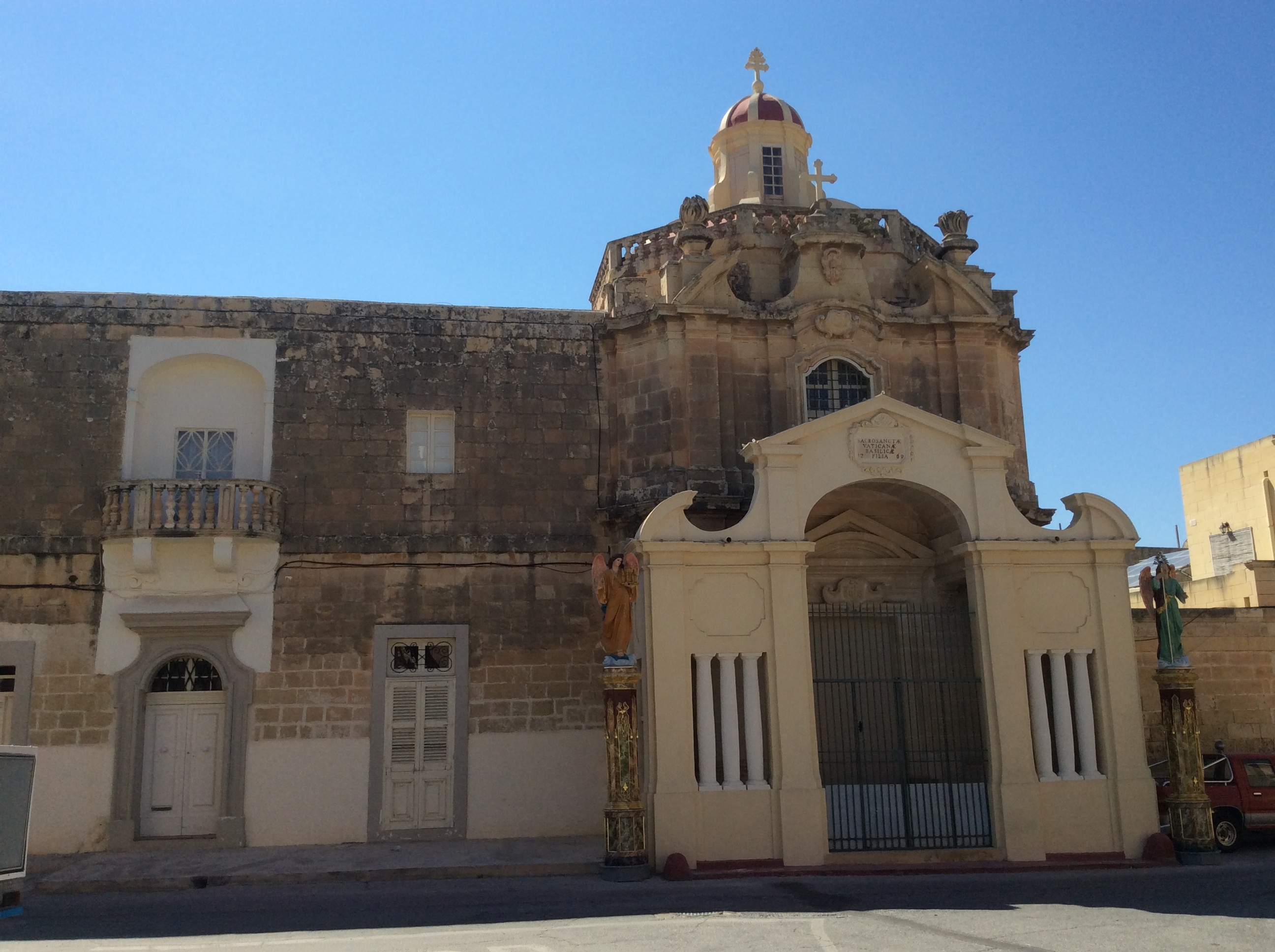
Cappella di San Filippo Neri
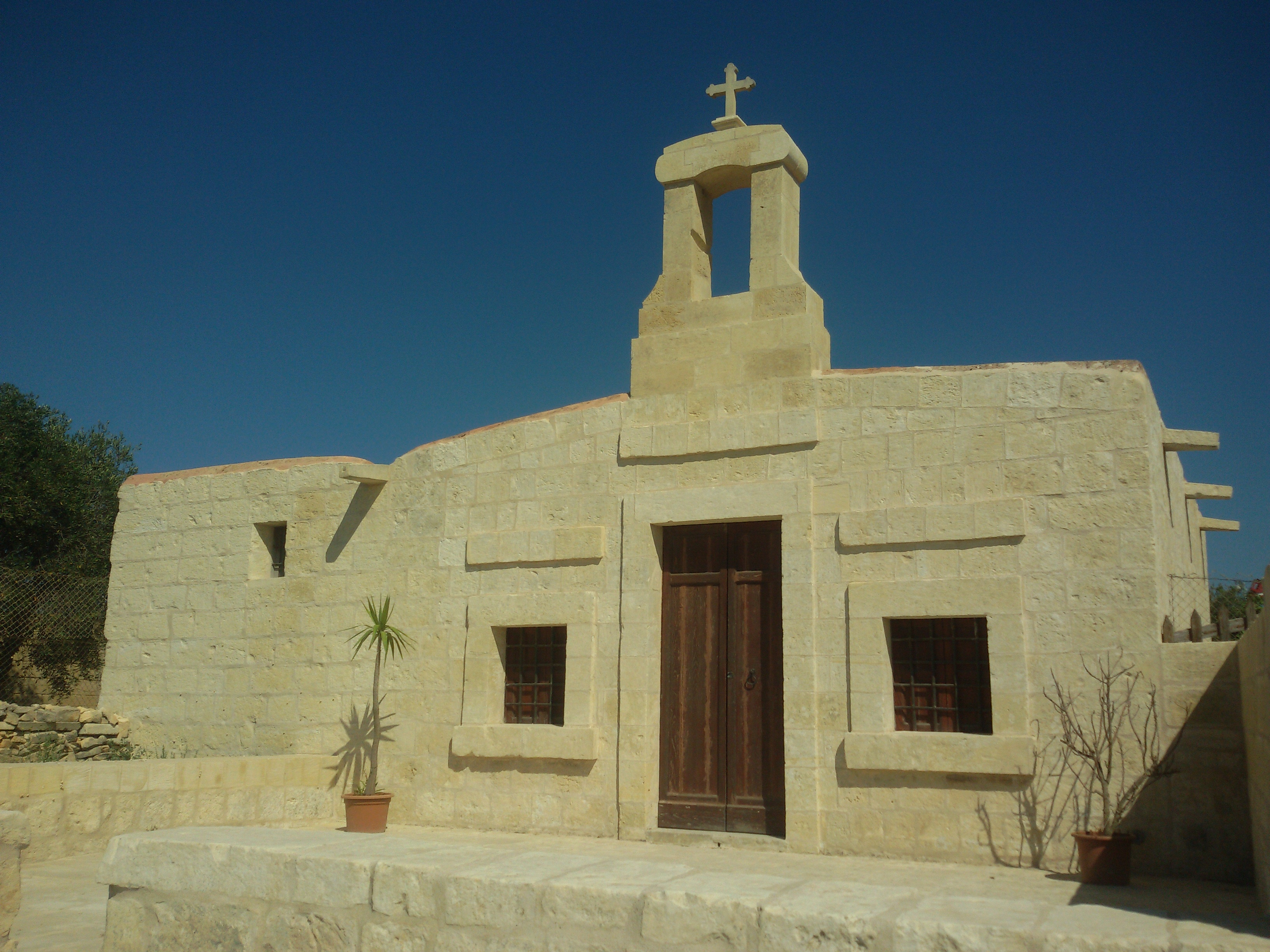
Cappella di Santa Lucia tal-Barrani
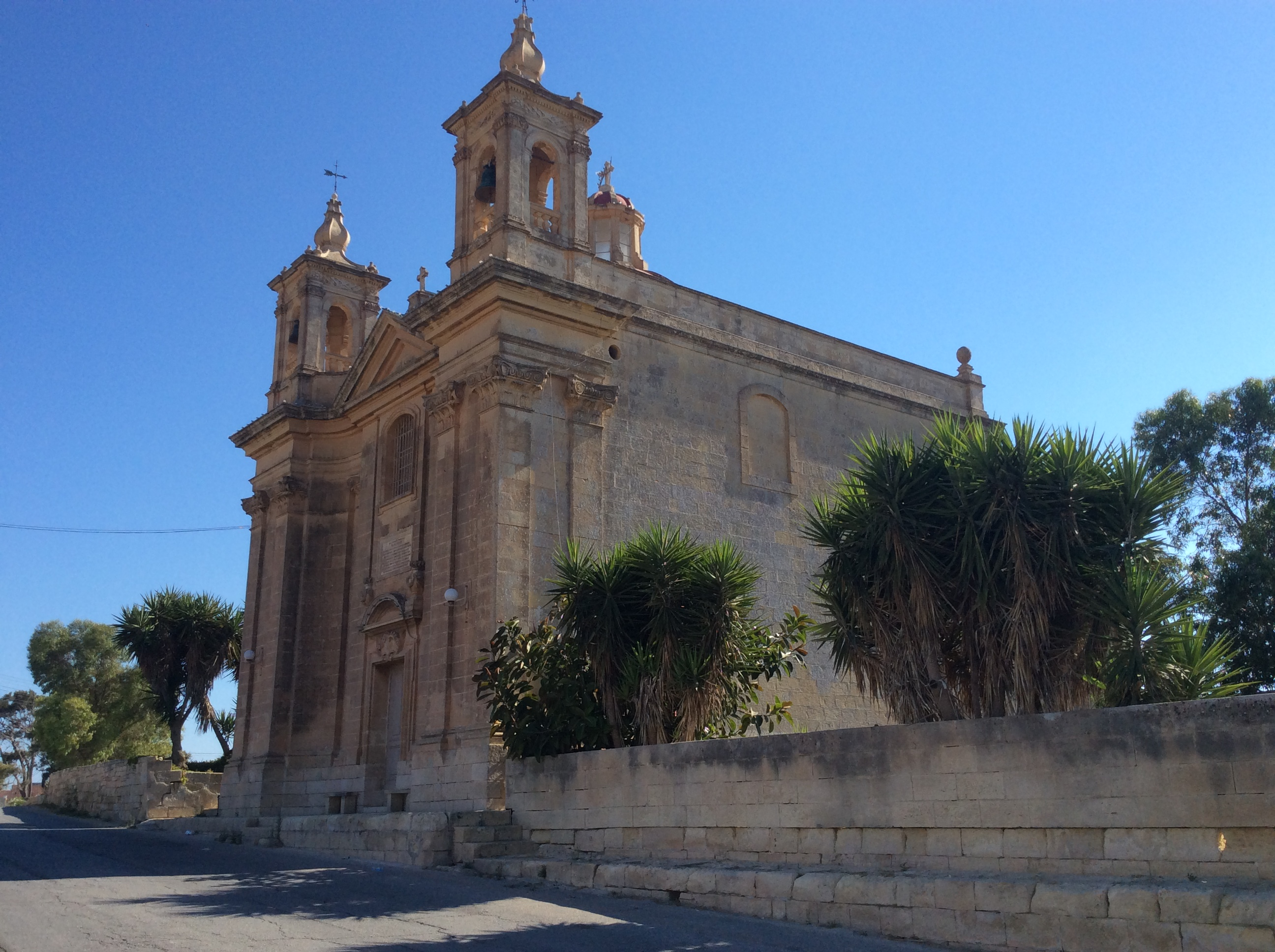
Cappella del Cristo Redentore

## Zones di Għaxaq
- Bir id-Deheb (Well of Gold)
- Ħas-Saptan (Saptan Town)
- Il-Miksur (The Broken)
- Qasam Ħal-Dmikki
- Tal-Barrani (Foreigner's Village)
- Tal-Garda
- Tal-Ġebel (Rocks' Village)
- Tal-Millieri
- Tal-Qattus (Cat's Village)
- Tal-Wilġa (Open Field's Village)

## Strade principali di Għaxaq
- Dawret Ħal Għaxaq (Għaxaq By-Pass)
- Triq G.M. Farrugia (G.M. Farrugia Street)
- Triq il-Belt Valletta (Valletta Road)
- Triq il-Ġistakor (Tail-Coat Street)
- Triq il-Garakol (Garakol Street)
- Triq il-Gudja (Gudja Road)
- Triq il-Milwa (Skein Street)
- Triq iż-Żejtun (Zejtun Road)
- Triq San Filippu (St. Philip Street)
- Pjazza San Filippu (St. Philip Square)
- Triq Santa Marija (St. Mary Street)
- Vjal il-Labour (Labour Avenue)
- Triq it-Tgezwira
- Triq Ganmari Dalli
- Pjazza Santu Rokku (St. Rocco Square)
- Triq San Pawl (St. Paul Street)
- Triq il-Knisja (church's street)
- Triq Marjanu Gerada